# Charlotte Qvandt
Charlotte Qvandt, född 13 juli 1983 i Vällingby, är en svensk författare och brottsutredare i Stockholm. Hon har studerat kreativt skrivande vid Jakobsbergs folkhögskola och Södertörns högskola. Qvandt debuterade 2007 och är främst känd som lyriker. Efter fem diktsamlingar kom 2018 hennes romandebut. 

## Författarskap
2007 debuterade Qvandt med diktsamlingen Söka min mors ro.
2011 kom Du ser Draken genom fönstret: om att förlora sin mamma och själv bli en. Boken skildrar en nybliven mamma under sin mors fyra sista månader i livet. Den är självbiografisk och läsaren får via dagboksanteckningar, minnen och sjukjournaler följa hur det är att mista en avhållen förälder när dennas stöd behövs som mest.
2013 gav Qvandt ut diktsamlingen Klarnar du, som framför en lång dialog med en myndighet. Ett slags myndighetslyrik skapas. Myndigheten och poesin eftersträvar en sorts klarhet. Samtidigt beskylla båda för det dunkelt sagda.  2013 kom även boken Varje kropp med fotografier och poesi på temat ungdom, förlust och kroppar. Här skrev Qvandt dikter till fotografier av Emil Ljungberg.
2014 utgavs Qvandts femte bok, diktsamlingen Vi, tigerhjärtat, som beskrivs som en stridsdikt och kraftsång fylld av kärlek. Texten hyllar  kropp och kraft och vill hjälpa oss hitta den aggression vi bär med oss och gemensamt bör använda.
2016 publicerade Qvandt diktsamlingen Epikris. I korta prosalyriska stycken skildras en obduktion av en kropp som inte är död. I ett försök att få fatt i själen snittas kroppen upp och vävnader och musklelväggar blottas.  2016 redigerade Qvandt också tillsammans med Anna Jörgensdotter antologin Om detta sjunger vi inte ensamma: dikter till samtiden och världen. Antologin är ett resultat av att ett antal samtidspoeter bjudits in att uttrycka sig om den pågående flyktingkrisen.
2018 kom Qvandts uppmärksammade roman Strålgångar som skärskådar åldrandet och söker efter livets innersta kärna. Huvudpersonen Karin som sedan flera år är änka lever mest i det förflutna när hon går runt i sitt hus och städar bland gamla brev, minnen och foton. När hon får veta att hon snart kommer att förlora synen stänger hon världen ute än mer. Romanen är berättad i korta sceniska stycken som bryts upp av diktfragment.
2019 skrev Charlotte Qvandt och Daniel Mårs tillsammans diktsamlingen Flockmatrisen som ställer frågor om vad det handlar om när vi talar om flock. Dikterna  kretsar kring tankar om tillhörighet och att demonstrera makt. Människan längtar efter andra och att höra till. Men  längtar också efter att stänga andra ute.
I Blodbilder, diktsamlingen från 2020 är temat våld och brutalitet, man anar författarinnans bakgrund som brottsutredare.